# 莎夏·葛蕾
莎夏·葛蕾（英語：Sasha Grey，1988年3月14日—）全名是瑪莉娜·安·漢齊斯，她是已退休的美國色情演員，兼且跨足模特兒、演員及音樂等領域，為工業音樂團體ATelecine的成員，又參與演出過史蒂芬·索德柏的電影《The Girlfriend Experience》。莎夏在2007年與2008年贏得數座《成人影帶新聞獎》獎項──包括《2008年最佳女優》、《最佳口交獎》及《最佳肛交片段獎》等。

## 早期生活
莎夏從小成長於加利福尼亚州沙加緬度一个工人阶级家庭中，父亲是一名希腊裔美国机械师，5岁时父母离异。莎夏17岁时高中毕业，于2005年入读大专，选修电影、舞蹈及表演。2006年莎夏在餐厅做侍者赚得7,000美元，後來搬遷到洛杉矶。

## 成人電影事業
莎夏刚满18岁时就在洛杉矶开始了她的成人电影生涯。艺名中Sasha命名自她喜欢的KMFDM乐队，Grey则取自王尔德所著小说《道林·格雷的画像》。入行不到6个月，莎夏便登上《Los Angeles》，吸引了知名導演史蒂芬·索德柏的注意，被视为成人電影業界翘楚及下一仆珍娜·詹姆森。
關於和著名導演史蒂芬·索德柏的相遇，以及之後的拍攝他的電影，對莎夏來說，是段神奇而又難忘的經歷。史蒂芬·索德柏2009年的新作《應召女郎》成為萨莎·格蕾的第三部電影作品。在此之前，她曾在獨立電影《Quit》和一部加拿大恐怖電影《Smash Cut》中短暫亮相。這次在索德柏的新片中出演一個年收入過百萬的高級應召女郎顯然對她來說輕而易舉，而這位拿過“成人奥斯卡影后”的小姑娘除了聲稱自己喜歡戈達爾的電影之外，還對好萊塢中那些主要靠“穿衣服”演戲的演員們提出了自己獨立的見解：現今的電影界，好萊塢的演員並不介意自己全裸上陣或親自出演性愛場面，但是我想并不會一直都那樣下去。相對於她在主流電影中的高起點和拿大做派而言，我們還是更加關心這個淡褐色眼睛、棕色頭髮的美女，在拿下明年成人奧斯卡（AVN）之前，還能為我們如何詮釋蝕骨的春情。
莎夏在此之前出演過《Anal Acrobats 3》、《Blow Me Sandwich 11》等成人影片，在色情影片界小有名氣。這次她受邀在索德柏的新片《應召女友》（The Girlfriend Experience）中扮演主要人物，從片名中人們也不難猜出，這是一部關於高級應召女郎動盪生活的故事。 在接受《Interview》雜誌採訪時，索德柏說：“影片中的女主人公本以為完全控制了自己和工作的方向，但一周之內她突然意識到，這一切都是假象。我在從影之初就對這個話題十分感興趣，因為這是我以前從未探索過的領域。”能在奧斯卡獲獎導演史蒂文·索德柏（Steven Soderbergh）的片中擔任主演，是許多女星夢寐以求的事，但是恐怕誰也想不到，他下部新片的女主角居然會是一位色情女星，連她本人也沒有料到，幸運之神會如此眷顧自己。
入行不到一年后的2007年，莎夏便獲得了AVN《最佳三通獎》和《最佳群交獎》，並提名《最佳新人獎》。2008年，莎夏成為史上最年輕的獲得《AVN年度女演員獎》的影星。
莎夏最後一部成人電影拍攝於2009年，並與2011年在facebook上正式宣佈退出AV界。

## 出演
| 片名                                   | 出品年份 | 導演               | 合作演員                                |
| -------------------------------------- | -------- | ------------------ | --------------------------------------- |
| 雲端仇人(Open Windows)                 | 2014年   | Nacho Vigalondo    | Elijah Wood；Neil Maskell               |
| 聖徒（Hallows）                        | 2011年   | Richard O'Sullivan | A. Michael Baldwin；Jonathan Mankuta    |
| 遠行戒煙（Quit）                       | 2009年   | Dick Rude          | 諾亞·塞根迪；奧拉·拜爾德；内森·菲利普斯 |
| 應召女友（The Girlfriend Experience）  | 2009年   | 史蒂文·索德柏      | 提莫斯·J·考克斯；丹尼爾·法恩曼          |
| 跳躍剪接 （Smash Cut）                 | 2009年   | 李·德馬伯          | 赫舍爾·戈登·劉易斯；David Hess          |
| 加勒比海盜成人版（Pirates XXX）        | 2009年   | Joone              | Carmen Luvana；Janine Lindemulder       |
| 朝九晚五（Days in Porn）               | 2008年   | Jens Hoffman       | Otto Bauer ； Belladonna ；Roxi Devill  |
| 大明星與小跟班（Get Him to the Greek） | 2010年   | 尼古拉斯·斯托勒    | 喬納·希爾；拉塞爾·布蘭德；羅斯·拜恩     |

## 外部連結
- 官方網站 （页面存档备份，存于）
- Sasha Grey的MySpace主頁
- 莎夏·葛蕾的Twitter （页面存档备份，存于）
- 莎夏·葛蕾在互联网电影资料库（IMDb）上的資料（英文）
- 莎夏·葛蕾的電影合集